# Tavistock Square
Pour les articles homonymes, voir Tavistock.
Tavistock Square est une place de Londres, située dans le quartier de Bloomsbury.

## Situation et accès
Cette place se situe à cinq minutes à pied de la gare d’Euston.
Les stations de métro les plus proches sont Euston Square, où circulent les trains des lignes  Circle  Hammersmith & City  Metropolitan et Russell Square, desservie par la ligne  Piccadilly.

## Origine du nom

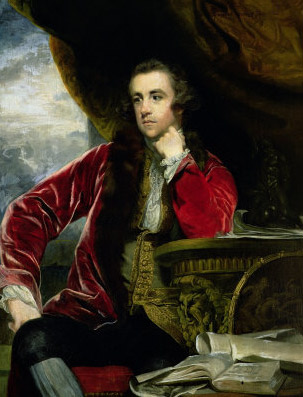
Francis Russell, marquis de Tavistock.

La place évoque la mémoire de Francis Russell, marquis de Tavistock (1739-1767). Tavistock est une ville du Devon.

## Historique

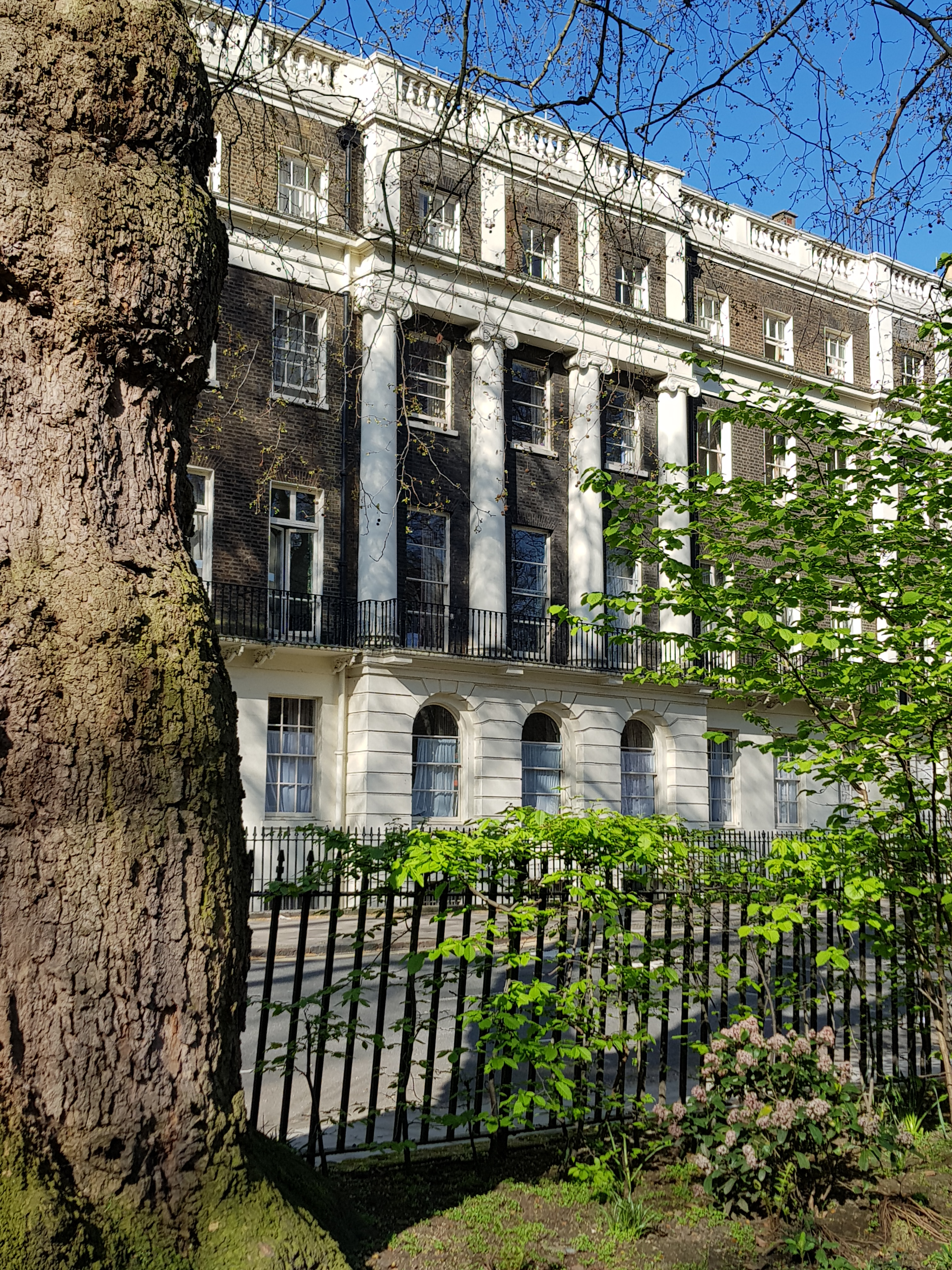
Le côté ouest.

Le côté est de la place est le premier construit, autour de 1803, par le promoteur James Burton (ces constructions seront démolies en 1938) . Vingt ans plus tard, l'architecte Thomas Cubitt prend le relais et réalise les côtés nord et ouest. Seuls les bâtiments de ce dernier côté ont subsisté jusqu’à nos jours.
L'élément central du parc est une statue du Mahatma Gandhi qui a été installée en 1968. On y trouve aussi un mémorial aux objecteurs de conscience (inauguré en 1995), un buste de l'écrivain Virginia Woolf (inauguré en 2004), ainsi qu'un cerisier planté en 1967 en hommage aux victimes d'Hiroshima.
Tavistock Square a été le théâtre de l’un des quatre attentats-suicides commis le 7 juillet 2005 à Londres, attentat qui fit 14 morts.

## Bâtiments remarquables et lieux de mémoire
- Les 17 terraces[2] qui bordent le côté ouest du square, œuvre de Thomas Cubitt, sont les seules qui datent de l’époque de sa conception (1825-1826), les trois autres côtés de la place ayant été reconstruits au XXe siècle[3].

- BMA House : siège de la British Medical Association (Association des médecins britanniques) depuis 1925. L'immeuble, classé grade II, a été initialement conçu pour la Société théosophique et sa construction a débuté le 3 septembre 1911. Celle-ci a été interrompue par le début de la Première Guerre mondiale et le bâtiment inachevé a été vendu, après la guerre, à la BMA pour la somme de £ 50 000. Il est officiellement inauguré par le roi George V et la reine Mary le 13 mai 1925. Deux ailes de part et d'autre de l'entrée principale sont construites de 1938 à 1950, ainsi qu'une extension supplémentaire à l'arrière du bâtiment en 1959-1960.

### Bâtiments détruits

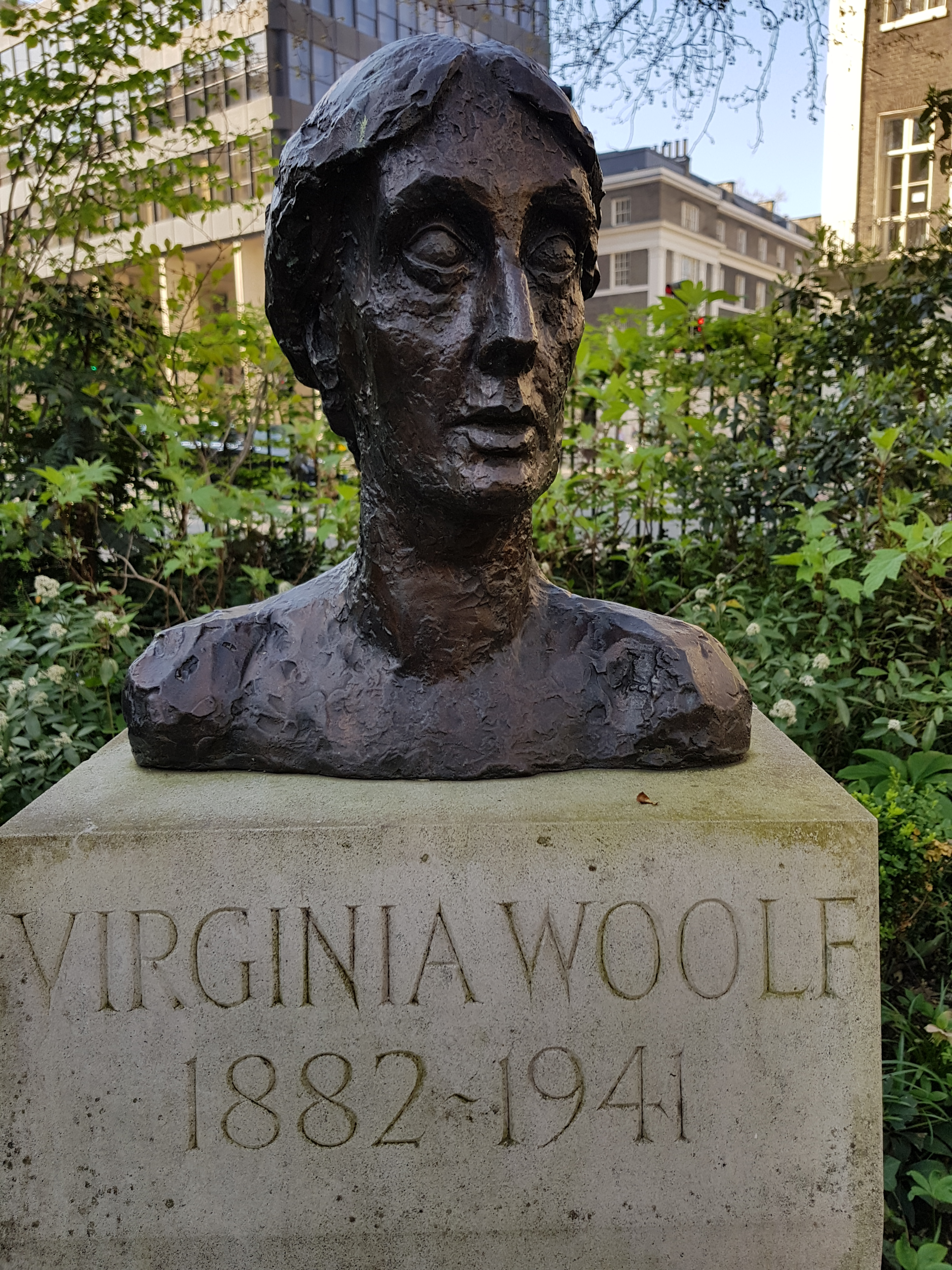
Buste de l’écrivain Virginia Woolf.

- No 52 : l’écrivain Virginia Woolf a vécu à cette adresse, qui se trouvait sur le côté sud de la place, entre 1924 et 1939 ; cette maison fut détruite en octobre 1941, par un bombardement, pendant le Blitz ; ce côté de la place est aujourd’hui occupé par un hôtel.

- Tavistock House : cette maison, détruite en 1901[4], se situait sur le côté est du square ; l’écrivain Charles Dickens y résida de 1851 à 1860 et y écrivit plusieurs livres.

- Tavistock Clinic : ce premier centre de thérapie psychanalytique anglais fondé en 1920 doit son nom à son emplacement primitif.

## Dans la fiction
- Le Crime de Tavistock Square est une nouvelle de l’écrivain allemand Oskar Panizza (1853-1921), écrite en 1891 et interdite pour immoralité[5].
- Dans la série de bandes dessinées Blake et Mortimer, le domicile du personnage du docteur Jonathan Septimus est situé au nord-ouest de Tavistock Square (à l'intersection de Endsleigh Place et Endsleigh Street) ; le lieu est représenté dans plusieurs albums, créés par Edgar P. Jacobs et, après sa mort, par plusieurs de ceux qui lui ont succédé.